# Eckard Lefèvre

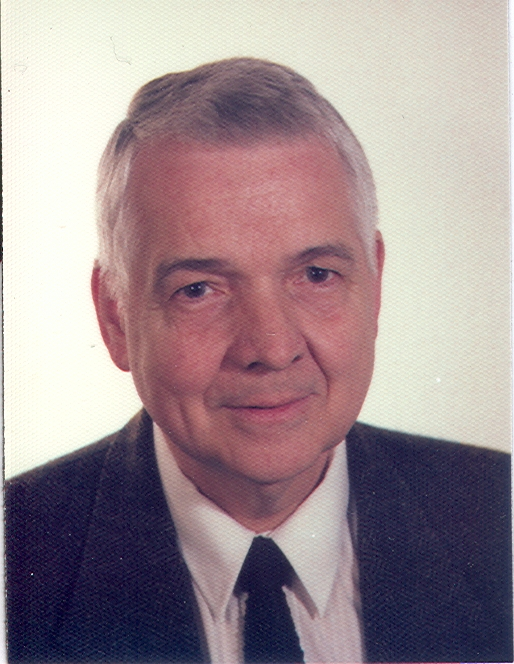
Eckard Lefèvre

Eckard Lefèvre (* 3. September 1935 in Hannover) ist ein deutscher Klassischer Philologe (Latinist).
Lefèvre studierte von 1956 bis 1961 an den Universitäten München, Wien und Kiel Klassische Philologie und wurde 1961 in Kiel bei Erich Burck promoviert. 1962 und 1963 hielt er sich als Stipendiat in Rom auf. Von 1963 bis 1971 war er in Kiel, wo er sich 1967 habilitierte, wissenschaftlicher Assistent, dann Dozent und schließlich außerplanmäßiger Professor. 1972 wurde er zum Wissenschaftlichen Rat ernannt. 1974 folgte er einem Ruf an die Universität des Saarlandes, und von 1977 bis zu seiner Emeritierung 2003 war er Professor für Klassische Philologie an der Universität Freiburg.
Lefèvre war von 1981 bis 1985 Erster Vorsitzender des Deutschen Altphilologenverbandes. 2000 verlieh ihm die Universität Straßburg die Ehrendoktorwürde. Von 2001 bis 2003 war er Erster Vorsitzender der Mommsen-Gesellschaft.
Schwerpunktmäßig beschäftigt er sich mit dem antiken Drama und augusteischer Literatur. Er ist Mitherausgeber der Reihen Zetemata, ScriptOralia und NeoLatina.

## Schriften (Auswahl)
- Propertius Ludibundus. Elemente des Humors in seinen Elegien (= Bibliothek der klassischen Altertumswissenschaften. 2. Reihe, N.F. Bd. 15). Winter, Heidelberg 1966 (Dissertation Universität Kiel).
- Die Expositionstechnik in den Komödien des Terenz (= Libelli. Bd. 303). Wissenschaftliche Buchgesellschaft, Darmstadt 1969.
- (Hrsg.): Senecas Tragödien (= Wege der Forschung. Bd. 310). Wissenschaftliche Buchgesellschaft, Darmstadt 1972, ISBN 3-534-05326-5.
- (Hrsg.): Die römische Tragödie. Plautus und Terenz (= Wege der Forschung. Bd. 236). Wissenschaftliche Buchgesellschaft, Darmstadt 1973, ISBN 3-534-04635-8.
- (Hrsg.): Monumentum Chiloniense. Studien zur augusteischen Zeit. Kieler Festschrift für Erich Burck zum 70. Geburtstag. Hakkert, Amsterdam 1975, ISBN 90-256-0717-9.
- (Hrsg.): Der Einfluß Senecas auf das europäische Drama. Wissenschaftliche Buchgesellschaft, Darmstadt 1978, ISBN 3-534-05735-X.
- Der Phormio des Terenz und der Epidikazomenos des Apollodor von Karystos (= Zetemata. Bd. 74). C. H. Beck, München 1978, ISBN 3-406-05164-2.
- (Hrsg.): Das römische Drama. Wissenschaftliche Buchgesellschaft, Darmstadt 1978, ISBN 3-534-05679-5
- mit Eckart Olshausen (Hrsg.): Livius – Werk und Rezeption. Festschrift für Erich Burck zum 80. Geburtstag. C. H. Beck, München 1983, ISBN 3-406-09143-1.
- mit Gregor Vogt-Spira und Ekkehard Stärk: Plautus barbarus. 6 Kapitel zur Originalität des Plautus (= ScriptOralia. Reihe A: Altertumswissenschaftliche Reihe. Band 8). Gunter Narr, Tübingen 1991, ISBN 3-8233-4242-8.
- Horaz. Dichter im augusteischen Rom. Beck, München 1993, ISBN 3-406-37336-4.
- Terenz' und Menanders Heautontimorumenos (= Zetemata. Bd. 91). C. H. Beck, München 1994, ISBN 3-406-37717-3.
- Plautus und Philemon (= ScriptOralia. Bd. 73). Narr, Tübingen 1995, ISBN 3-8233-4563-X.
- Studien zur Struktur der „Milesischen“ Novelle bei Petron und Apuleius. Steiner, Stuttgart 1997, ISBN 3-515-07181-4.
- Plautus „Pseudolus“ (= ScriptOralia. Bd. 101). Narr, Tübingen 1997, ISBN 3-8233-5411-6.
- Terenz' und Apollodors Hecyra (= Zetemata. Bd. 101). C. H. Beck, München 1999, ISBN 3-406-45243-4
- Panaitios' und Ciceros Pflichtenlehre. Vom philosophischen Traktat zum politischen Lehrbuch (= Historia Einzelschriften. Bd. 150). Steiner, Stuttgart 2001, ISBN 978-3-515-07820-7.
- (Hrsg.): Balde und Horaz (= NeoLatina. Bd. 3). Narr, Tübingen 2002, ISBN 3-8233-5793-X.
- Studien zu den Quellen und zum Verständnis des Prometheus Desmotes. Vandenhoeck & Ruprecht, Göttingen 2003, ISBN 3-525-82524-2.
- Terenz' und Menanders Eunuchus (= Zetemata. Band 117). C. H. Beck, München 2003, ISBN 3-406-51742-0.
- Plautus' „Rudens“ (= ScriptOralia. Bd. 133). Narr, Tübingen 2006, ISBN 3-8233-6237-2.
- Philosophie unter der Tyrannis. Ciceros „Tusculanae disputationes“. Winter, Heidelberg 2008, ISBN 3-8253-5550-0.
- Terenz' und Menanders Andria (= Zetemata. Band 132). C. H. Beck, München 2008, ISBN 978-3-406-57776-5.
- Vom Römertum zum Ästhetizismus. Studien zu den Briefen des jüngeren Plinius (= Beiträge zur Altertumskunde. Bd. 269). De Gruyter, Berlin 2009, ISBN 3-11-020874-1.
- Terenz' und Menanders „Adelphoe“ (= Zetemata. Band 145). C. H. Beck, München 2013, ISBN 978-3-406-64771-0.
- Studien zur Originalität der römischen Tragödie. Kleine Schriften (= Beiträge zur Altertumskunde. Bd. 324). De Gruyter, Berlin 2015, ISBN 978-3-11-055496-0.
- Jakob Baldes „Expeditio Polemico Poetica“ (1644). Eine satirische Verteidigung der lateinischen und neulateinischen Literatur: Einführung, Text, Übersetzung, Kommentar (= Beiträge zur Altertumskunde. Bd. 366). De Gruyter, Berlin 2017, ISBN 3-11-052875-4.
- Jakob Baldes „Solatium Podagricorum“ (1661). Ein satirischer Trost der Gichtkranken: Einführung, Text, Übersetzung, Kommentar (= Beiträge zur Altertumskunde. Bd. 387). De Gruyter, Berlin 2020, ISBN 978-3-11-068920-4.
- Martinus Schoockius: Encomium Surditatis – Lob der Schwerhörigkeit (1650). Einführung, Text, Übersetzung, Kommentar (= Frühe Neuzeit. Bd. 241). De Gruyter, Berlin 2021, ISBN 978-3-11-073713-4.

Festschriften
- Lore Benz (Hrsg.): Plautus und die Tradition des Stegreifspiels. Festgabe für Eckard Lefèvre zum 60. Geburtstag (= ScriptOralia. Bd. 75). Narr, Tübingen 1995, ISBN 3-8233-4565-6.
- Thomas Baier/Frank Schimann (Hrsg.): FABRICA. Studien zur antiken Literatur und ihrer Rezeption; [Eckard Lefèvre zum 60. Geburtstag] (= Beiträge zur Altertumskunde. Bd. 90). Teubner, Stuttgart 1997, ISBN 3-519-07639-X.
- Ekkehard Stärk (Hrsg.): Dramatische Wäldchen. Festschrift für Eckard Lefèvre zum 65. Geburtstag (= Spudasmata. Bd. 80). Olms, Hildesheim 2000, ISBN 3-487-11227-2.
- Thomas Baier u. a. (Hrsg.): Seneca: philosophus et magister [Festschrift für Eckard Lefèvre zum 70. Geburtstag]. Rombach, Freiburg im Breisgau 2005, ISBN 978-3-7930-9443-2.